# رينيه بيندر
رينيه بيندر (بالألمانية: René Binder)‏ هو سائق سباق نمساوي، ولد في 1992 في إنسبروك في النمسا.

## وصلات خارجية
- رينيه بيندر على موقع Racing-Reference.info (الإنجليزية)
- رينيه بيندر على موقع DriverDB.com (الإنجليزية)

- الموقع الرسمي